# Sons of Liberty
Sinovi svobode (angleško Sons of Liberty) je bilo ime organizacije, ustanovljene v ameriških kolonijah poleti 1765, ki je močno nasprotovala Britanskemu povišanju carin z uvedbo davčnih znamk (Stamp Act leta 1765). Najbolj znana akcija, ki so jo izvedli je bila bostonska čajanka – dogodek, ki je pripeljal do ameriške revolucije.

## Zgodovina
V svojem poimenovanju so se norčevali iz govora Isaaca Barresa v britanskem parlamentu februarja 1765, v katerem je vse nasprotnike britanske politike v kolonijah tako posmehljivo imenoval (Sons of Liberty). Njihove dejavnosti so bile večinoma omejene na pisanje peticij, organiziranje demonstracij in propagande proti britanski kolonialni politiki, čeprav so se včasih zatekli tudi k nasilju nad britanskimi simpatizerji in kolonialnimi uradniki. Bili so znani po tem, da so svoje nasprotnike mazali s katranom in perjem ter jih tako izpostavljali posmehu.
Bili so predvsem močan instrument ameriških patriotov proti izvajanju povišanja carin, pred ameriško revolucijo.

## Znani člani
- Samuel Adams – politik, publicist, davkar/gasilski poveljnik, Boston
- Benedict Arnold – poslovnež, Norwich, Connecticut
- Benjamin Edes – novinar/publicist Boston Gazette, Boston
- John Hancock – trgovec/tihotapec/gasilski nadzornik, Boston
- Patrick Henry – odvetnik/vodja gasilcev Virginia
- John Lamb – trgovec, New York
- William Mackay – trgovec, Boston
- Alexander McDougall – piratski kapitan, New York
- James Otis – odvetnik, Massachusetts
- Paul Revere – draguljar/gasilski poveljnik, Boston
- Benjamin Rush – zdravnik, Filadelfija
- Isaac Sears – piratski kapitan, New York
- Haym Solomon – borzni posrednik, New York – Filadelfija
- James Swan – finančnik, Boston
- Charles Thomson – nadzornik šol, Kentucky
- Joseph Warren – zdravnik/vojak, Boston
- Thomas Young – zdravnik, Boston
- Marinus Willett – dekorater/vojak, New York
- Oliver Wolcott – odvetnik, Connecticut